# Pleumeur-Bodou
Pleumeur-Bodou település Franciaországban, Côtes-d’Armor megyében. Lakosainak száma 3828 fő (2022. január 1.). Pleumeur-Bodou Lannion, Perros-Guirec, Trébeurden és Trégastel községekkel határos.

## Népesség
A település népességének változása:
| Lakosok száma | 2542 | 3453 | 3677 | 3974 | 3983 | 4012 | 3925 | 3857 | 3837 | 3828 |
|               | 1968 | 1982 | 1990 | 2006 | 2013 | 2015 | 2017 | 2019 | 2020 | 2022 |